# Reinwardtoena reinwardti
La paloma rabuda papú o paloma de cola larga papú (Reinwardtoena reinwardti) es una especie de ave columbiforme de la familia Columbidae propia de Nueva Guinea, las Molucas e islas menores aledañas.

## Descripción
La paloma rabuda papú es una paloma esbelta de cuello largo y larguísima cola. mide entre 47 y 53 cm de largo y pesa entre 210 y 305 g. Su cabeza, cuello y partes inferiores son principalmente de color azul grisáceo claro, con la garganta blanca y frente blancas y cierto tono rosado en el pecho. Sus partes superiores son pardas, con la cola de tonos castaños.

## Taxonomía
Fue descrita científicamente por el zoólogo holandés Coenraad Jacob Temminck en 1824. Se reconocen tres subespecies:
- Reinwardtoena reinwardtii brevis Peters, JL, 1937 - se encuentra en las Molucas;
- Reinwardtoena reinwardtii griseotincta Hartert, 1896 - ocupa Nueva Guinea y las islas occidentales vecinas;
- Reinwardtoena reinwardtii reinwardtii (Temminck, 1824) - se localiza en la isla de Biak.